# 名鉄ワフ80形貨車
名鉄ワフ80形貨車（めいてつワフ80がたかしゃ）とは、かつて名古屋鉄道で運用されていた木造貨車（有蓋緩急車）である。

## 概要
- 元は1914年（大正3年）に天野工場で製造された三河鉄道の8 t 積木造有蓋緩急車ワブ50形（ワブ51 - ワブ54）である。同時期に製造された木造有蓋車ワ200形とは寸法などに類似点がある。またワ200形から改造された有蓋緩急車ワブ60形はほぼ同型になるが、車体構造がワブ50形が木造車体、ワブ60形は鉄骨木造車体であり、ワブ60形の方が約0.4 t 重い。1941年（昭和16年）に三河鉄道が名古屋鉄道に合併すると名古屋鉄道に引き継がれ、その後の改番によりワフ80形（ワフ81 - ワフ84）に改番される。

- 昭和20年代後半に空気制動を設置する改造を受け、主に東部線で運用される。1965年（昭和40年）に形式消滅。